# Leonella Prato Caruso
Leonella Prato Caruso (Firenze, 7 luglio 1933) è una traduttrice e docente italiana.

## Biografia
Diplomata in Études Françaises presso l'Istituto Francese di Firenze Università di Grenoble, lettrice di italiano a Parigi al Lycée Molière e Lycée Claude Monet, docente di italiano presso la Société pour la Propagation des Langues Etrangères.
Traduttrice di autori di lingua francese, iniziò l'attività di traduzione letteraria negli anni 1960. Nel corso degli anni si è occupata di volgere in italiano, tra le altre, diverse opere di Marguerite Duras, Françoise Sagan e Philippe Delerm. 
Dal 1988 al 2002 ha insegnato traduzione letteraria dal francese presso la Scuola per Interpreti e Traduttori del Comune di Milano. Nel 2005 ha insegnato traduzione di testi sull'arte contemporanea presso la Civica Scuola Interpreti e Traduttori di Milano.

## Opere

### Traduzioni
- "Il deserto e le sue meraviglie", Paris, Hachette, 1960.
- Georges Perec, Le cose: una storia degli anni sessanta, Milano, Mondadori, 1966 - Torino, Einaudi, 2011
- Françoise Sagan, Un po' di sole nell'acqua gelida, Milano, Club degli editori, 1969
- Roger Caillois, La piovra, Milano, Ricci, 1975
- Thérèse Bertherat; Carol Bernstein, Guarire con l'antiginnastica, ovvero, Le ragioni del corpo, Milano, Mondadori, 1978
- Hélène Frédéric; Martine Malinsky, Il bambino che picchiava la mamma, Milano, Mondadori, 1980
- Thérèse Bertherat; Carol Bernstein, Nuove vie dell'antiginnastica, Milano, Mondadori, 1981
- Roland Barthes, Della Cina e altro, Brescia, Shakespeare & Company, 1981
- Henri Laborit, Elogio della fuga, Milano, Mondadori, 1982
- Christiane Collange, Vivere il divorzio, Milano, Mondadori, 1983
- Maurice Blanchot, Da Kafka a Kafka, Milano, Feltrinelli, 1983 (con Ferrara, Fiori, Patrizi, Ursi e Zanobetti)
- Jean-Luc Caradeau; Cécile Donner, Porta bene, porta male, Milano, Mondadori, 1985
- Marguerite Duras, L'amante, Milano, Feltrinelli, 1985
- Jean-Louis Servan-Schreiber, L'arte di impiegare il tempo, Milano, Mondadori, 1985
- Henri Laborit, La colomba assassinata, Milano, Mondadori, 1985
- Jean-Philippe Toussaint, La stanza da bagno, Parma, Guanda, 1986
- Cizia Zykë, Oro, Milano, Mondadori, 1986
- Madeleine Chapsal, La casa di giada, Milano, Longanesi, 1987
- Patrick Modiano, Domeniche d'agosto, Milano, Feltrinelli, 1987
- Annie Ernaux, Una vita di donna, Parma, Guanda, 1988
- Raymond Peynet, Di tutto cuore, Milano, Mondadori, 1988
- Amadu Hampaté Ba, L'interprete briccone, ovvero Lo strano destino di Wangrin, Roma, Lavoro, 1988
- Isabelle Eberhardt, Sette anni nella vita di una donna: lettere e diari, Parma, Guanda, 1989 - Parma, Guanda, 2002
- Irène Némirovsky, Come le mosche d'autunno, Milano, Feltrinelli, 1989
- Nedim Gürsel, La prima donna, Milano, Feltrinelli, 1989
- Stendhal, La badessa di Castro, Milano, Rusconi, 1990
- Thérèse Bertherat, La tigre in corpo: le virtù curative dell'antiginnastica, Milano, Mondadori, 1990
- Françoise Sagan, Il guinzaglio, Milano, Frassinelli, 1990
- Marie Ndiaye, In famiglia, Milano, Anabasi, 1991
- Marguerite Duras, Il marinaio di Gibilterra, Milano, Feltrinelli, 1991
- Patrick Modiano, Viaggio di nozze, Milano, Frassinelli, 1991
- Marguerite Duras, L'amante della Cina del Nord, Milano, Feltrinelli, 1992
- Françoise Sagan, La fuga, Milano, Frassinelli, 1992
- Marguerite Duras, Yann Andréa Steiner, Milano, Feltrinelli, 1993
- Raymond Queneau, Il diario intimo di Sally Mara, Milano, Feltrinelli, 1993
- Jean Vautrin, Baby Boom, Milano, Feltrinelli, 1993
- Pierre Antilogus; Jean-Louis Festjens, Vitaccia di coppia: manuale di sopravvivenza per la vita a due, Milano, Mondadori, 1994
- Marguerite Duras, Scrivere, Milano, Feltrinelli, 1994
- Andrée Corbiau, Farinelli, voce regina, Parma, Guanda, 1995
- Nina Nikolaevna Berberova, L'accompagnatrice, Milano, Feltrinelli, 1996
- Elie Wiesel, Tutti i fiumi vanno al mare: memorie, Milano, Bompiani, 1996 (revisione)
- Philippe Ragueneau, Non ti lascerò: un amore oltre la vita, Milano, Mondadori, 1997
- Philippe Delerm, La prima sorsata di birra e altri piccoli piaceri della vita, Milano, Frassinelli, 1998
- Jean Vautrin, Bloody Mary, Milano, Feltrinelli, 1998
- Philippe Delerm, Aveva piovuto tutta la domenica, Milano, Frassinelli, 1999
- Philippe Delerm, Un cesto di frutta e altre piccole dolcezze, Milano, Frassinelli, 1999
- Philippe Delerm, Il portafortuna della felicità, Milano, Frassinelli, 2001
- Philippe Delerm, L'ospite inatteso, Milano, Frassinelli, 2001
- Christian Oster, In treno, Roma, Nottetempo, 2003
- Christian Oster, "Lontano da Odile", Roma, Nottetempo, 2005
- Hélène Berr "Diario", Milano, Frassinelli, 2008